# Talang Pangeran
Talang Pangeran is een bestuurslaag in het regentschap Ogan Komering Ilir van de provincie Zuid-Sumatra, Indonesië. Talang Pangeran telt 1593 inwoners (volkstelling 2010).